# Simone Gold
Simone Gold é uma médica americana, ativista antivacina, escritora e fundadora da America's Frontline Doctors, uma organização política de extrema-direita que se tornou conhecida por disseminar desinformação na pandemia de COVID-19. Em julho de 2020, Simone se reuniu com outros membros da organização em frente ao prédio da Suprema Corte dos Estados Unidos, em Washington, D.C., para se manifestar na "White Coat Summit", uma coletiva de imprensa organizada em colaboração com o Tea Party Patriots, na qual foi promovido o uso da hidroxicloroquina e defendido que os efeitos dos lockdowns sobre a saúde mental das pessoas superaram o número de mortes por COVID-19. Os vídeos desta manifestação foram vistos mais de 14 milhões de vezes, apesar de terem sido rapidamente removidos das plataformas Facebook, Twitter e YouTube, sob alegação de disseminação de informações falsas a respeito da COVID-19.
Em 5 de janeiro de 2021, Gold discursou negativamente sobre as vacinas contra a COVID-19, em um comício em Washington. Uma palestra que estava programada para ocorrer no dia seguinte, durante o Rally for Health Freedom, foi cancelada porque Gold preferiu participar da invasão do Capitólio dos Estados Unidos em 2021. Ela discursou na rotunda do Capitólio, e mais tarde foi presa por sua participação na insurreição, tendo admitido que invadiu o Capitólio.

## Educação
Gold formou-se na Chicago Medical School e obteve seu doutoramento em Direito pela Stanford University Law School. Ela é uma médica emergencista certificada.

## Ativismo

### Carta aberta a Donald Trump
Em maio de 2020, Gold escreveu uma carta aberta ao então presidente dos Estados Unidos Donald Trump. A carta exortava Trump a encerrar a "paralisação do país", classificando o lockdown como um incidente causador de vítimas em massa. Ela disse que os pacientes estavam evitando os cuidados médicos, aumentando o abuso de substâncias e causando maior instabilidade financeira. A carta foi coassinada por mais de 600 médicos, sendo Gold sua principal signatária.

### Ativismo antivacina
Um dia antes da distribuição da Tozinameran, a vacina contra a COVID-19 desenvolvida pela Pfizer, Gold discursou na sede dos Centros de Controle e Prevenção de Doenças em Atlanta, dizendo repetidas vezes que a vacina era "experimental" e que havia supostas ações que obrigariam as pessoas a se vacinarem, mas não forneceu exemplos de quais ações seriam estas. Tal ato atraiu críticas de médicos e pesquisadores. Peter Hotez, um pesquisador de vacinas da Baylor College of Medicine, disse que não havia nenhum ato mandatório de vacinação em andamento, e complementou: "Nenhum médico na linha de frente se opõe a esta vacina, apenas o movimento antivacina, associado à extrema direita".

## Opiniões sobre a COVID-19
Gold tem sido criticada na área médica por conta de suas opiniões sobre as vacinas e a pandemia da COVID-19. Jeffrey Koplan, epidemiologista e vice-presidente de Saúde Global da Emory University, disse: "Ela e sua organização mostram uma ignorância intencional a respeito da ciência e do método científico, bem como um desrespeito pelas conquistas das instituições científicas e de cientistas brilhantes". O diretor da Pandemic Resource and Response Initiative, Irwin Redlener, disse que Gold era uma "disseminadora tóxica de desinformação, agora contribuindo ativamente para a retórica da extrema direita que continua a atrapalharas pessoas determinadas em se opor às mais flagrantes mentiras de Donald Trump".

## Publicações
Em 2020, Gold publicou o livro "I Do Not Consent: My Fight Against Medical Cancel Culture", no qual detalha suas experiências com pacientes que contraíram a COVID-19 e expõe suas opiniões acerca da pandemia e vacinas.